# Даркнет
Даркнет (англ. DarkNet, также известен как «Скрытая сеть», «Тёмный интернет», «Тёмная сеть», «Теневая сеть», «Тёмный веб») — сеть, которая скрыта от видимой сети с помощью специальных технологий, доступ к ней возможен только с помощью определенного программного обеспечения, а некоторые ее участники устанавливают свои соединения только между доверенными узлами (пирами), иногда именующимися как «друзья», с использованием нестандартных транспортных протоколов и портов. Другими словами, не индексированные поисковыми системами ресурсы (HTML-страницы, изображения, файлы, медиа-потоки или другие данные), могут быть доступны клиенту посредством сетевого соединения.
Анонимная сеть представляет собой систему не связанных между собой виртуальных туннелей, предоставляющих передачу данных в зашифрованном виде. Даркнет отличается от других распределённых одноранговых сетей, так как файлообмен происходит анонимно (поскольку IP-адреса недоступны публично), и, следовательно, пользователи могут общаться без особых опасений и государственного вмешательства. Именно поэтому даркнет часто воспринимается как инструмент для осуществления коммуникации в различного рода подпольях и незаконной деятельности. В более общем смысле термин «даркнет» может быть использован для описания некоммерческих «узлов» интернета или относиться ко всем «подпольным» интернет-коммуникациям и технологиям, которые в большинстве своём связаны с незаконной деятельностью или инакомыслием.

## История
Термин «даркнет» появился в 1970-х годах и использовался для обозначения сетей, в целях безопасности изолированных от ARPANET, которая впоследствии эволюционировала в Интернет. Даркнеты могли получать данные от ARPANET, но имели такие адреса, которые не появлялись в списках сетей и не отвечали на запросы извне.
Термин получил широкое распространение благодаря публикации «The Darknet and the Future of Content Distribution» (с англ. — «Даркнет и будущее распространения информации»), работе 2002 года, за авторством Питера Биддла, Пола Инглэнда, Маркуса Пейнаду и Брайана Уиллмана, сотрудников компании Microsoft.
По их мнению, идея даркнета основана на трёх предположениях:
1. Любой объект, предназначенный для широкого распространения, будет доступен определённой части пользователей с разрешением на копирование.
2. Пользователи будут копировать объекты, если это возможно и если они этого захотят.
3. Пользователи соединены каналами с высокой пропускной способностью.

DarkNet — это файлообменная сеть, которая возникает при появлении общедоступных данных, согласно предположению 1, и при распространении этих данных, согласно предположениям 2 и 3.
Исследователи Microsoft утверждают, что существование даркнета было основной помехой для разработки работоспособных DRM-технологий.
С тех пор этот термин часто заимствовался и в том числе использовался в таких крупных СМИ, как Rolling Stone и Wired.
В общем, даркнеты могут использоваться по многим причинам, таким как:
- Защита диссидентов от политических репрессий[13].
- Кибершпионаж[14].
- Нелегальные товары (данные платёжных карт, оружие, наркотики, вредоносные программы, детская порнография[15], персональные и конфиденциальные данные и т.д.) на даркнет-рынках (таких как Silk Road, Silk Road 2, Agora, Evolution и других)[16].
- Обеспечение неприкосновенности частной жизни[17] и защита от выборочного и массового наблюдения[порт.].
- Обмен файлами, защищёнными авторским правом[18][19].
- Преступления в сфере информационных технологий (DoS-атаки, крекинг и т.д.)[20].
- Разглашение секретной информации, подача жалоб на высокопоставленных чиновников и обнародование секретных документов[итал.].
- Терроризм[21][22].

### Субкультура
Даркнет является предметом изучения нетсталкеров. Журналист Дж. Д. Лазика в своей книге «Даркнет: Голливудская война против цифрового поколения» (англ. Darknet: Hollywood's War Against the Digital Generation) в 2005 году описал даркнет как охватывающий все файлообменные сети. Впоследствии, в 2014 году, журналист Джейми Бартлетт в своей книге «Темная сеть» использовал его для описания ряда подпольных и эмерджентных субкультур, в том числе эротических видеочатов, криптоанархистов, теневых рынков, сообществ самоповреждений, групп самоубийц, расистов в социальных сетях и трансгуманистов. В субкультуре нетсталкеров даркнет принято располагать на третьем «уровне интернета», после «видимой» (англ. Surface Web) и «глубокой» (англ. Deep Web) сетей.
Telegram Open Network из-за особенностей своего функционирования также можно отнести к даркнету. У лежащего в его основе мессенджера Telegram тоже имеются зашифрованные каналы, которые могут использоваться как для торговли запрещёнными веществами, осуществления вербовки различными организациями, координации антиправительственных действий, так и для противодействия преступности.

## Общая информация
Когда этот термин используется для описания файлообменной сети, DarkNet часто употребляется в качестве синонима фразы «friend-to-friend» («от друга к другу») — эти два понятия описывают сети, в которых прямые соединения устанавливаются только между двумя пирами, которые друг другу доверяют. Такие сети по-другому называются закрытый p2p (Private peer-to-peer).
Наиболее распространённые файлообменники, например BitTorrent, на самом деле не являются даркнетами, поскольку пользователи могут связываться с кем угодно в сети.
Почти все известные даркнеты децентрализованы и, следовательно, считаются одноранговыми.
В даркнете используются домены, к которым невозможно получить доступ через обычную сеть с помощью стандартных браузеров. В большинстве случаев это псевдодомены в доменной зоне .onion или .i2p и другие. Для адреса сайта часто используется случайный набор символов или шифр, например, vww6ybal4bd7szmgncyruucpgfkqahzddi37ktceo3ah7ngmcopnpyyd.onion — зеркало сайта Riseup в даркнете, которое невозможно открыть с помощью обычного браузера.
В 2016 году британскими специалистами по кибербезопасности был проведён анализ содержимого выборки веб-сайтов сетей даркнет с помощью поисковой машины, настроенной на отслеживание и категоризацию найденного контента по ряду ключевых слов (англ. Weapons — оружие, англ. Illegal Pornography — нелегальная порнография, англ. Extremism — экстремизм и др.). Среди общего количества 5 205 обследованных сайтов было обнаружено только 2 723 активных, а нелегальный контент удалось отыскать на 1 547 сайтах. Как представляется авторам исследования, наиболее широко распространёнными в сетях даркнет являются виртуальные площадки для торговли наркотическими веществами и совершения финансовых преступлений.

## Программное обеспечение

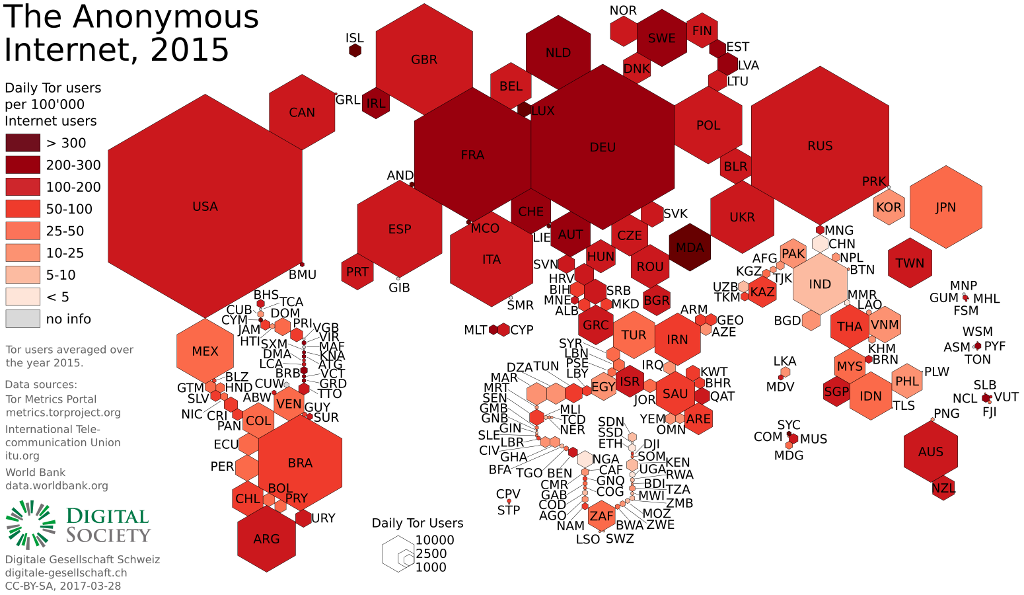
Картограмма использования Tor в мире

Большинство даркнетов требуют установки специального программного обеспечения для доступа к сети.
Наиболее распространены следующие даркнеты:
- Freenet — свободное программное обеспечение для одноранговых сетей, основанное на виртуальной машине Java[19][42];
- GNUnet (при использовании опции «топология F2F»)[43];
- I2P — использует модифицированный протокол Kademlia[19];
- iMule (невидимый мул) — кроссплатформенный P2P-клиент на базе aMule, обеспечивающий анонимный обмен файлами в сетях I2P и Kademlia.
- RetroShare (при использовании опции «даркнет»)[44][43];
- Tor — одна из самых известных анонимных сетей, которая также используется для доступа в даркнет[45];
- Tribler — может функционировать как даркнет для обмена файлами[44].
- ZeroNet — децентрализованная P2P-сеть, основанная на протоколе BitTorrent, использующая асимметричное шифрование.

### Заброшенные проекты
- Netsukuku — проект по созданию самоорганизующейся одноранговой распределенной сети.
- Riffle[исп.] — анонимная сеть, разработанная исследователями из MIT и EPFL ради решения проблем сети Tor[46].
- Turtle F2F[47]
- WASTE[47]